# 俄克拉荷马州总检察长
俄克拉荷马州总检察长（Attorney General of Oklahoma）是俄克拉荷马州的州檢察長。俄克拉荷马州总检察长可以向俄克拉荷马州的行政機關、俄克拉何马州议会和司法機構提供法律咨询。俄克拉荷马州总检察长还负责起诉违反俄克拉荷马州法律的嫌疑人。第19任俄克拉荷马州总检察长是约翰 M.奥康纳。
俄克拉荷马州总检察长由俄克拉荷马州人民直接选举产生。該州每四年举行一次州总检察长選舉。如果两名或多名候选人得票數旗鼓相當，俄克拉何马州议会将通过投票选出最終的州總檢察長。
根据俄克拉荷马州宪法第五条的要求，俄克拉荷马州總檢察長的候選人必须是该州的公民、年满三十一岁而且在美国居住必須满十年。